# Championnats d'Europe de cyclo-cross 2003
Navigation
Édition suivante
Les Championnats d'Europe de cyclo-cross 2003 se sont déroulés le 8 novembre 2003, à Tábor en République tchèque.

## Résultats

### Hommes
| Épreuves        | Or              | Argent          | Bronze              |
| --------------- | --------------- | --------------- | ------------------- |
| Moins de 23 ans | Martin Zlámalík | Martin Bína     | Steve Chainel       |
| Juniors         | Niels Albert    | Roman Kreuziger | Clément Lhotellerie |

### Femmes
| Épreuves | Or                | Argent       | Bronze            |
| -------- | ----------------- | ------------ | ----------------- |
| Élites   | Hanka Kupfernagel | Marianne Vos | Maryline Salvetat |

## Tableau des médailles
| Rang  | Nation    | Or | Argent | Bronze | Total |
| ----- | --------- | -- | ------ | ------ | ----- |
| 1     | Tchéquie  | 1  | 2      | 0      | 3     |
| 2     | Allemagne | 1  | 0      | 0      | 1     |
| 2     | Belgique  | 1  | 0      | 0      | 1     |
| 4     | Pays-Bas  | 0  | 1      | 0      | 1     |
| 5     | France    | 0  | 0      | 3      | 3     |
| Total | Total     | 3  | 3      | 3      | 9     |